# 코리델 엔터테인먼트
코리델 엔터테인먼트(Coridel Entertainment)는 대한민국의 연예 기획사이자 음반사이다. 2015년, 타일러 권이설립하였다.

## 소속 연예인

### 음악가
- 제시카
- 제프 버넷
- 류태준